# Cornelio Jansenio
Corneille Janssens o Jansen (en latín: Cornelius Jansen) (Accoi, 28 de octubre de 1585-6 de mayo de 1638) fue un obispo y filósofo de Ypres y el padre del movimiento religioso conocido como el jansenismo.

## Biografía
Nacido en el seno de una familia católica de condición media en Accoi, cerca de Leerdam, en la provincia de Utrecht en los Países Bajos. En 1602 ingresó en la universidad de Lovaina, entonces dividida por un violento conflicto entre los jesuitas, la parte escolástica, y los seguidores de Michael Baius, partidario de San Agustín. Jansen acabó por apoyar a los últimos y entabló una amistad momentánea con un compañero estudiante de ideas similares, Jean du Vergier de Hauranne, posteriormente abad de Saint Cyran. 

Después de graduarse marchó a París, para intentar mejorar su salud con un cambio de aires así como para estudiar griego. Finalmente se unió a Du Vergier en su hogar en el campo cerca de Bayona y pasó varios años enseñando en el colegio obispal. Dedicaba todo su tiempo libre al estudio de los primeros padres de la iglesia con Du Vergier y trazando planes para la reforma de la Iglesia.
"Jansenius se holgaba no sin cierta inocente vanidad de haber leído diez veces las obras completas del obispo de Hipona, con lo que le ganaba a la perfomance de Baïus, célebre por haberla recorrido tan solo nueve veces."
En 1616 regresó a Lovaina para ocuparse del colegio de Santa Pulcheria, un hostal para estudiantes de teología neerlandeses. Los alumnos encontraban en él un maestro algo colérico y exigente y la sociedad académica un gran recluso. Sin embargo, tomó parte activa en la resistencia de la universidad a los jesuitas, que habían creado una escuela de teología propia en Lovaina. Dicha escuela se convirtió en una formidable rival para la facultad oficial de estudios religiosos. Con la esperanza de reprimir sus intromisiones, Jansen fue enviado dos veces a Madrid, en 1624 y en 1626; en la segunda ocasión apenas si escapó de la inquisición. Apoyó enardecidamente al obispo misionero católico de los Países Bajos, Rovenius, en sus disputas con los jesuitas, que intentaban evangelizar el país sin tener en cuenta los deseos del obispo. También se batió más de una vez con el campeón presbiteriano neerlandés, Voetius, todavía recordado por sus ataques a Descartes.
La antipatía que sentía Jansen por los jesuitas no le acercó al protestantismo; más bien al contrario, anhelaba vencerles con sus propias armas, básicamente mostrándoles que los católicos podían interpretar la Biblia de una forma tan mística y piadosa como la suya. Esto se convirtió en el gran tema de sus clases, cuando se le nombró profesor regio de interpretación de las escrituras en Lovaina en 1630 y con él escribió su Augustinus, un voluminoso tratado sobre la teología de San Agustín, apenas acabado en el momento de su muerte. La preparación del mismo fue su principal ocupación desde su regreso a Lovaina.

Pero Jansen, como él mismo decía, no quiso ser un pedante de escuela toda su vida y tuvo sueños políticos. Ansiaba un tiempo en que Bélgica se deshiciese del yugo español y se convirtiese en una república católica independiente al estilo de las Provincias Unidas protestantes. Estas ideas llegaron a oídos de los gobernantes españoles. Para calmarlos, Jansen escribió una filípica titulada Mars gallicus (1635), un violento ataque sobre las ambiciones francesas en general y en particular sobre la indiferencia del Cardenal Richelieu sobre los intereses católicos internacionales.
"La finalidad de esta pieza es tomar radical posición por el partido devoto frente al pragmatismo nacionalista que sostenía Richelieu, para quien los enemigos de Francia no eran los herejes de los principados alemanes, ni los herejes de Suecia, a los que cortejaba, o de Holanda, a los que ofrecía seguridades de amistad, sino los católicos de España y de Austria. Jansenius consideraba que la causa de la cristiandad era indisputablemente superior a la causa de Francia; bonita idea que nadie pudo entender mucho en el contexto de la guerra en la que Francia jugaba históricamente su soberanía y su definitiva seguridad territorial para los próximos años, décadas y, como harto se pudo comprobar, siglos".
Mars gallicus no ayudó demasiado a los amigos de Jansen en Francia, pero apaciguó la ira de Madrid con Jansen; en 1636 se le nombró obispo de Ypres. En dos años enfermó repentinamente. Augustinus, el libro de su vida, fue publicado de forma póstuma en 1640. El original de este texto que por última voluntad expresa del autor viajaba hacia el despacho papal fue capturado y destruido por los jesuitas, según lo afirma Lucien Ceyssens.